# ピアポント素数
ピアポント素数（ピアポントそすう）またはピアポン素数（ピアポンそすう、英: Pierpont prime）は次のような形で表される素数のことである:
2u 3v + 1, ただし u と v は非負整数。
つまり p − 1 が 3-smooth であるような素数 p である。

## 概要
数学者のジェームズ・ピアポントにちなんで名付けられた。彼はこれを円錐曲線を用いて作図できる正多角形の研究に導入した。
v = 0 のときのピアポント素数は 2u + 1 の形であり、これはフェルマー素数となる（u = 0 のときの値 2 を除く）。v が正ならば u も正でなくてはならない（3v + 1 は v > 0 のときは 2 以外の偶数であり素数ではないから）。したがって、2 でもフェルマー素数でもない全てのピアポント素数は、k を正の整数として 6k + 1 の形をとる。
ピアポント素数の最初の数項は
2, 3, 5, 7, 13, 17, 19, 37, 73, 97, 109, 163, 193, 257, 433, 487, 577, 769, 1153, 1297, 1459, 2593, 2917, 3457, 3889, 10369, 12289, 17497, 18433, 39367, 52489, 65537, 139969, 147457, 209953, 331777, 472393, 629857, 746497, 786433, 839809, 995329, ... （オンライン整数列大辞典の数列 A005109）
となる。
2024年現在知られている最も大きいピアポント素数は 220498148 × 34 + 1 （6,170,560 桁）であり、これが素数であることは2023年6月に発見された。

## 分布
| ピアポント素数は無限に存在するか？ |

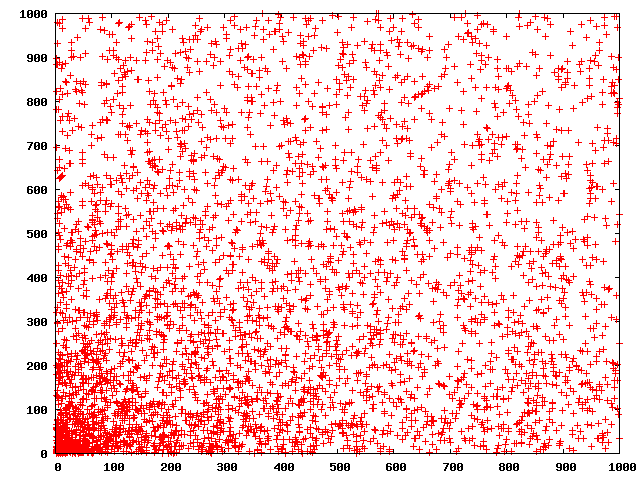
小さなピアポント素数の分布。軸は2の指数と3の指数。

経験的には、ピアポント素数は特に珍しかったりまばらに分布しているわけではないようである。106 未満には42個あり、109 までに65個、1020 までに157個、10100 までに795個存在する。
ピアポント素数において代数的な因数分解からの制限はほとんどないため、指数が素数でなくてはならないというメルセンヌ素数の条件のような要求はない。したがって、{\displaystyle 2^{u}3^{v}+1} の形をした n 桁の整数の中で素数であるものが占める割合は、全ての n 桁の整数の中で素数が占める割合と同様、1/n に比例するはずだと期待される。この範囲にこの形の数は Θ(n2) 個あるため、Θ(n) 個のピアポント素数があるはずである。
アンドリュー・M・グリーソン(Andrew M. Gleason)はこの推論を明示的なものにし、無限に多くのピアポント素数が存在すると予想し、もっと具体的には 10n までに約 9n 個のピアポント素数が存在するはずだとした。グリーソンの予想によれば、N 未満には Θ(log N) 個のピアポント素数が存在することになる。これは同じ範囲においてメルセンヌ素数がわずか O(log log N) 個と予想されていることとは対照的である。

## 素数判定法
{\displaystyle 2^{u}>3^{v}} のとき、{\displaystyle M=2^{u}3^{v}+1} はプロス数であるから、これが素数であるかどうかはプロスの定理により判定できる。一方 {\displaystyle 2^{u}<3^{v}} のとき、{\displaystyle M=2^{u}3^{v}+1} に対する素数判定は、{\displaystyle M-1} が小さな偶数と3の大きな累乗の積と解釈できることに着目して、Williams と Zarnke の判定法を使うのがよい。

## フェルマー数の因数となるピアポント素数
世界的に行われているフェルマー数の因数（約数）の探索作業の一環として、いくつかのピアポント素数が因数として発表されている。次の表は
{\displaystyle 2^{2^{m}}+1} が素数 {\displaystyle k\cdot 2^{n}+1} で割り切れる
ような m, k, n の値を示している。左の数はフェルマー数であり、右の数は k が3の累乗のときにピアポント素数である。
| m       | k   | n       | 年   | 発見者                              |
| ------- | --- | ------- | ---- | ----------------------------------- |
| 38      | 3   | 41      | 1903 | Cullen, Cunningham & Western        |
| 63      | 9   | 67      | 1956 | Robinson                            |
| 207     | 3   | 209     | 1956 | Robinson                            |
| 452     | 27  | 455     | 1956 | Robinson                            |
| 9428    | 9   | 9431    | 1983 | Keller                              |
| 12185   | 81  | 12189   | 1993 | Dubner                              |
| 28281   | 81  | 28285   | 1996 | Taura                               |
| 157167  | 3   | 157169  | 1995 | Young                               |
| 213319  | 3   | 213321  | 1996 | Young                               |
| 303088  | 3   | 303093  | 1998 | Young                               |
| 382447  | 3   | 382449  | 1999 | Cosgrave & Gallot                   |
| 461076  | 9   | 461081  | 2003 | Nohara, Jobling, Woltman & Gallot   |
| 495728  | 243 | 495732  | 2007 | Keiser, Jobling, Penné & Fougeron   |
| 672005  | 27  | 672007  | 2005 | Cooper, Jobling, Woltman & Gallot   |
| 2145351 | 3   | 2145353 | 2003 | Cosgrave, Jobling, Woltman & Gallot |
| 2478782 | 3   | 2478785 | 2003 | Cosgrave, Jobling, Woltman & Gallot |
| 2543548 | 9   | 2543551 | 2011 | Brown, Reynolds, Penné & Fougeron   |

## 正多角形の作図
折紙の数学において、藤田の公理は可能な7種類の折り方のうち6つを定義する。これらの折り方は任意の三次方程式を解く点の作図を可能とするために十分であることが示されている。ここから、N が3以上でかつ N = 2m3nρ（m, n は0以上, ρ は相異なるピアポント素数の積）という形をしていることが、N 辺の正多角形を折り出せるための必要十分条件であるということが導かれる。これはコンパス、定規、角の三等分器を用いて作図できる正多角形のクラスと同一である。なお、コンパスと定規のみで作図できる正多角形（通常の意味での作図可能な正多角形）は、その特別な場合で、n = 0 でありかつ ρ が相異なるフェルマー素数の積になっているものである。
1895年、ジェームズ・ピアポントがこのクラスの正多角形を研究した。ピアポント素数の名はこの業績に由来する。ピアポントはそれまでに作図された点に由来する係数を持つ円錐曲線を描く能力を加えることで、コンパスと定規による作図を上記とは異なるやり方で一般化した。彼が示したように、これらの操作で作図することができる正 N 角形は N のトーシェントが 3-smooth であるようなものである。素数のトーシェントは自身から1を引いて得られるから、ピアポントの作図手法により作られる素数 N はまさしくピアポント素数である。しかし、ピアポントは 3-smooth なトーシェントを持つ合成数の形については記述しなかった。後にグリーソンが示したように、これらの数は先述した 2m3nρ という形のものに他ならない。
ピアポントでない（フェルマーでもない）最小の素数は11であり、正十一角形はコンパス、定規、角の三等分器（もしくは折り紙、円錐曲線）で作図することができない最小の正多角形である。これ以外の 3 ≤ N ≤ 21 である正 N 角形はどれもコンパス、定規、角の三等分器で作図することができる。

## 一般化
第2種ピアポント素数（英: Pierpont prime of the second kind）は 2u3v − 1 という形の素数である。これらは以下の値である。
2, 3, 5, 7, 11, 17, 23, 31, 47, 53, 71, 107, 127, 191, 383, 431, 647, 863, 971, 1151, 2591, 4373, 6143, 6911, 8191, 8747, 13121, 15551, 23327, 27647, 62207, 73727, 131071, 139967, 165887, 294911, 314927, 442367, 472391, 497663, 524287, 786431, 995327, ... （オンライン整数列大辞典の数列 A005105）
k 個の固定された素数 {p1, p2, p3, ..., pk}, pi < pj for i < j に対して、一般化ピアポント素数（英: generalized Pierpont prime）とは {\displaystyle p_{1}^{n_{1}}\cdot p_{2}^{n_{2}}\cdot p_{3}^{n_{3}}\cdot \dotsb \cdot p_{k}^{n_{k}}+1} の形で表される素数である。第2種一般化ピアポント素数（英: generalized Pierpont prime of the second kind）とは {\displaystyle p_{1}^{n_{1}}\cdot p_{2}^{n_{2}}\cdot p_{3}^{n_{3}}\cdot \dotsb \cdot p_{k}^{n_{k}}-1} の形で表される素数である。2より大きい素数は全て奇数であるため、どちらも p1 は2でなければならない。OEISにあるこのような素数列は以下の通り。
| {p1, p2, p3, ..., pk} | +1      | −1      |
| {2}                   | A092506 | A000668 |
| {2, 3}                | A005109 | A005105 |
| {2, 5}                | A077497 | A077313 |
| {2, 3, 5}             | A002200 | A293194 |
| {2, 7}                | A077498 | A077314 |
| {2, 3, 5, 7}          | A174144 |         |
| {2, 11}               | A077499 | A077315 |
| {2, 13}               | A173236 | A173062 |